# Janibeg Khan
Janibeg Khan fou kan de Crimea del 1476 al 1478. Fou nomenat pel seu oncle Ahmad Khan de l'Horda d'Or quan va conquerir el territori.
Se l'esmenta el 1475 quan va oferir els seus serveis a Ivan III de Moscou que els va refusar. El 1476 el seu oncle va ocupar Crimea i el va designar com a kan vassall. Janibeg va enviar un delegat de nom Jafer Berdi a Moscou (1477) per preguntar si en cas que fos necessari el kan es podria refugiar a Rússia; la resposat fou afirmativa i es va preparar el camí per renovar l'aliança que s'havia format amb Meñli I Giray.
El 1478 Meñli Giray, amb un exèrcit posat al seu servei pels turcs, va entrar al kanat i va expulsar a Janibeg.